# Nikolaj Kovaljov
Nikolaj Anatoljevitj Kovaljov (ryska: Николай Анатольевич Ковалёв), född den 28 oktober 1986 i Orenburg, Sovjetunionen, är en rysk fäktare som tog OS-brons i herrarnas sabel i samband med de olympiska fäktningstävlingarna 2012 i London.